# مورچه‌ای به نام زی
مورچه‌ای به نام زی (به انگلیسی: Antz) نام پویانمایی آمریکایی می‌باشد که در سال ۱۹۹۸ توسط شرکت دریم‌ورکس ساخته و اکران شد.